# Necroscia philippina
Necroscia philippina är en insektsart som beskrevs av Ludwig Redtenbacher 1908. Necroscia philippina ingår i släktet Necroscia och familjen Diapheromeridae. Inga underarter finns listade i Catalogue of Life.